# 萨亚克
萨亚克（法語：Saillac，法語發音：[sajak]）是法国科雷兹省的一个市镇，属于布里夫拉盖亚尔德区。

## 地理
萨亚克（45°2'15"N, 1°38'26"E）面积4.25 平方千米，位于法国新阿基坦大区科雷兹省，该省份为法国中南部省份，北起上维埃纳省和克勒兹省，西接多爾多涅省，南至洛特省，东临多姆山省和康塔爾省。
与萨亚克接壤的市镇（或旧市镇、城区）包括：韦河畔绍富、科隆日拉鲁日、利涅拉克、卡瓦尼亚克。

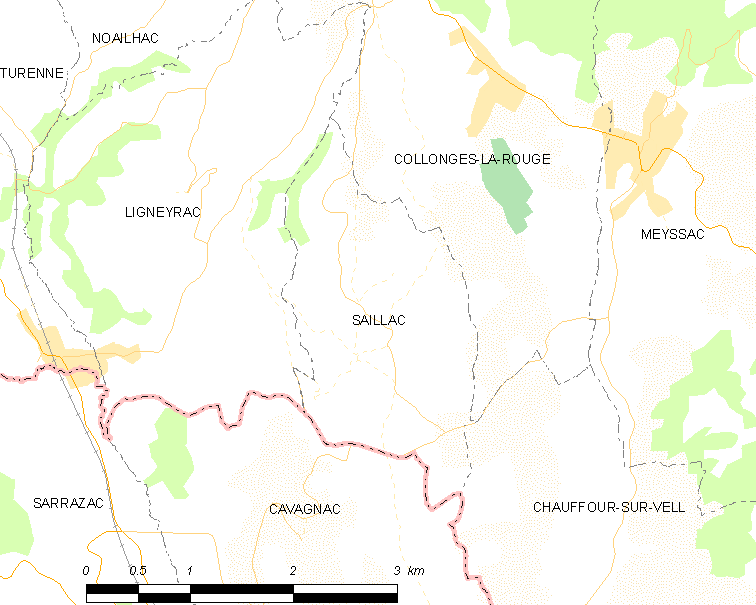
萨亚克的OSM定位图

萨亚克的时区为UTC+01:00、UTC+02:00（夏令时）。

## 行政
萨亚克的邮政编码为19500，INSEE市镇编码为19179。

## 政治
萨亚克所属的省级选区为科雷兹南部县。

## 人口

1962-2008年间萨亚克人口变化图示

萨亚克于2022年1月1日时的人口数量为210人。